# نوکیا ۶۲۱۰ نویگیتور

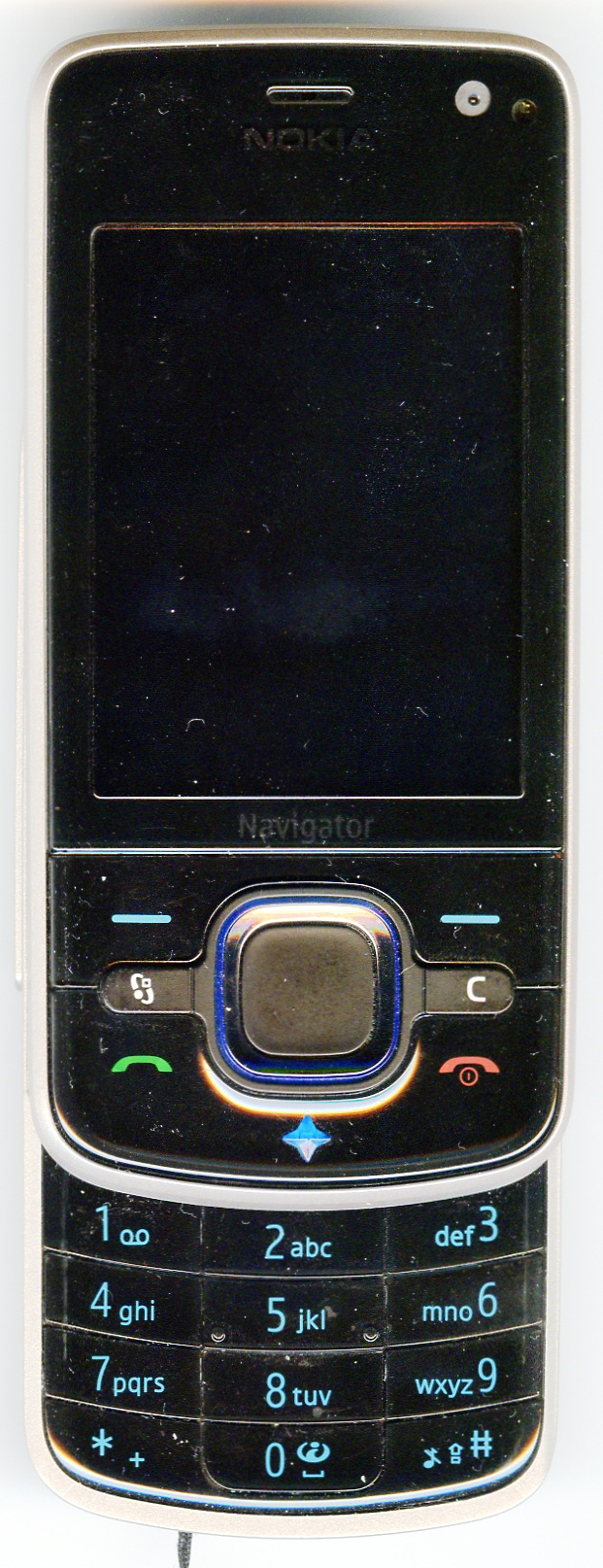
نوکیا ۶۲۱۰ نویگیتور

نوکیا ۶۲۱۰ نویگیتور یک‌نمونه از گوشی‌های تلفن همراه سری ۶۰۰۰ شرکت نوکیا می‌باشد که توسط همین شرکت به بازار عرضه شده‌است.